# Ульрік Єнссен
Ульрік Єттергор Єнссен (норв. Ulrik Yttergård Jenssen, нар. 17 липня 1996, Тромсе, Норвегія) — норвезький футболіст, центральний захисник клубу «Русенборг».

## Ігрова кар'єра

### Клубна
Ульрік Єнссен є вихованцем футбольного клубу «Тромсе» зі свого рідного міста. У 2013 році він перебрався в академію французького клубу «Ліон». Але до основи французького клубу Єнссен так і не зумів пробитися, три роки виступаючи у другій команді. І в 2016 році футболіст повернувся до «Тромсе», де провів два сезони.
В січні 2018 року Єнссен перебрався до сусідної Данії, де приєднався до клубу «Норшелланн». В Данії захисник провів три з половиною сезони. Перед початком сезону 2021/22 Єнссен підписав трирічний контракт з нідерландським клубом «Віллем ІІ». Але за результатами сезону клуб вибув з Ередивізі і за згодою сторін контракт футболіста з клубом було розірвано.
Половину сезону 2022/23 Єнссен знову грав у данському «Норшелланні». А в листопаді 2022 року футболіст підписав контракт з норвезьким «Русенборгом», згідно якого він приєднається до клубу у січні 2023 року.

### Збірна
Ульрік Єнссен був постійним гравцем молодіжної збірної Норвегії. Отримував також виклик до національної збірної Норвегії але на поле жодного разу не виходив.

## Приватне життя
Старший брат Ульріка Рубен Єнссен також професійний футболіст, відомий своїми виступами у клубі «Тромсе» та в національній збірній Норвегії.